# Kassaly Daouda
Kassaly Daouda (* 19. August 1983 in Dosso) ist ein nigrischer Fußballtorhüter, der seit 2018 bei Katsina United FC spielt.
Daouda begann seine Karriere 1997 beim nigrischen Verein Olympic Niamey. 2003 wechselte er zu Sahel SC. Ab 2006 spielte er für sechs Jahre beim kamerunischen Verein Cotonsport Garoua. 2009 wurde er für kurze Zeit an die zweite Mannschaft des rumänischen Vereins Rapid Bukarest ausgeliehen. Von 2012 bis 2013 spielte er beim Chippa United FC in Südafrika. Sein Debüt für die nigrische Auswahl gab er 2002 und bestritt seitdem 89 Länderspiele (Stand Sep. 2022).